# NGC 1283
NGC 1283 ist eine Elliptische Galaxie vom Hubble-Typ E1 im Sternbild Perseus am Nordsternhimmel. Sie ist schätzungsweise 305 Millionen Lichtjahre von der Milchstraße entfernt, hat einen Durchmesser von etwa 60.000 Lichtjahren und ist Mitglied des Perseus-Haufens Abell 426.

Im selben Himmelsareal befinden sich u. a. die Galaxien NGC 1275, NGC 1278, NGC 1279, NGC 1282.
Das Objekt wurde am 23. Oktober 1884 von dem Astronomen Guillaume Bigourdan entdeckt.